# Denatoniumbensoat
Denatoniumbensoat, vanligtvis tillgängligt som Denatonium, (under varumärken såsom Bitrex eller Aversion) och som denatoniumsackarid, är det beskaste ämnet man känner till. Det upptäcktes 1958 under en forskning på anestetikum av Macfarlan Smith från Edinburgh, Skottland som registrerade ämnet under varumärket Bitrex. Utspädningar på så lite som 10 ppm är outhärdligt beska för de flesta människor. Denatoniumsalter är vanligtvis färglösa och luktlösa solider men säljs för det mesta i löst form. De används som aversiva medel för att förhindra oavsiktlig konsumtion. Denatoniumbensoat används i denatureringsmedel, kylarvätska, förhindring av nagelbitning, frånstötning av djur, tvål och schampo. Ämnet är inte känt att kunna orsaka några långvariga skador.

## Struktur och fysikaliska egenskaper
Denatoniumbensoat är en kvartär ammoniumkatjon. Ämnet är en förening av ett salt med en inert anjon såsom bensoat eller sackarid. Ämnets struktur är relaterat till det lokala bedövningsmedlet lidokain, där denatoniumbensoat skiljer sig endast genom tillägg av en bensylgrupp till aminokvävet.

## Användningsområden
Föreningens beskhet är anledningen till de flesta tillämpningarna. Denatoniumbensoat används för att denaturera etanol så att den inte används som en alkoholdryck. Ett exempel är SD-40B, där etanolen har denaturerats med hjälp av denatoniumbensoat. Det vanliga namnet för det här ämnet, denatonium, syftar på den här tillämpningen.
Denatoniumbensoat avskräcker också konsumtion av hälsovådliga alkoholer såsom metanol (träsprit) och etandiol (glykol).
Speltillverkaren Nintendo använder denatoniumbensoat på spelkassetterna till Nintendo Switch för att förhindra att små barn sätter dem i halsen och kvävs.